# Сахалин-9
«Сахали́н-9» — нефтегазовый проект, созданный для разработки лицензионных участков шельфа острова Сахалин.
Проект создан для разработки обширного участка шельфа, расположенного у юго-западных берегов Сахалина.
Прогнозные извлекаемые ресурсы составляют соответственно 642 млн т и 289 млн т в нефтяном эквиваленте. Преобладающие глубины моря от 30 до 100 м, при отдельных глубоководных участках (до 500 м).
Никаких работ и даже переговоров по проекту на середину 2000-х не велось.